# Маунтбеттен, Джордж, 4-й маркиз Милфорд-Хейвен
Джордж Айвар Луис Маунтбеттен (англ. George Ivar Louis Mountbatten; род. 6 июня 1961, Лондон, Англия, Великобритания) — британский аристократ, 4-й маркиз Милфорд-Хейвен, 4-й граф Медина и 4-й виконт Олдерни с 1970 года.

## Биография
Джордж Маунтбеттен принадлежит к побочной ветви Гессенского герцогского дома. Он происходит по прямой линии от одной из дочерей королевы Виктории и приходится троюродным братом королю Карлу III по линии его отца принца Филиппа. Родителями Джорджа были Дэвид Маунтбеттен, 3-й маркиз Милфорд-Хейвен, и Дженет Мерседес Брайс.
В девятилетнем возрасте Джордж потерял отца и стал 4-м маркизом Милфорд-Хейвен (до этого он носил титул учтивости граф Медина) и главой дома Маунтбеттен. В 1989 году он женился на Саре Джорджине Уокер, которая родила ему двух детей — Татиану Хелену Джорджию (1990) и Генри (Гарри) Дэвида Луиса (1991). В 1996 году брак был расторгнут, а годом позже маркиз женился во второй раз — на Клэр Хастед Стил.
В 2000 году маркиз создал веб-сайт, который помогает потребителям сравнивать поставщиков различных услуг и менять их. В 2006 году он продал этот проект американской компании E. W. Scripps приблизительно за 210 миллионов фунтов стерлингов.
Маунтбеттен играет в поло. В 1988 году его команда выиграла Кубок королевы, в 2006 году дошла до финала.